# Laurent Camiade

Wappen von Laurent Camiade

Laurent Camiade (* 22. November 1966 in Agen, Aquitanien, Frankreich) ist ein französischer Geistlicher und römisch-katholischer Bischof von Cahors.

## Leben
Laurent Camiade studierte am Katholischen Institut von Toulouse und empfing am 28. Juni 1992 das Sakrament der Priesterweihe für das Bistum Agen. 1997 wurde er am Katholischen Institut von Toulouse zum Doctor theologiae promoviert. Seit 2011 lehrt er an diesem Institut Spirituelle Theologie. Nach verschiedenen seelsorglichen Aufgaben als Kaplan und seit 2005 als Pfarrer wurde er im Jahr 2010 zum Generalvikar des Bistums Agen berufen. 2011 übernahm er zusätzlich die Leitung der Jugendpastoral im Bistum und war ab 2013 zudem Pfarrer in Laverdac.
Am 15. Juli 2015 ernannte Papst Franziskus ihn zum Bischof von Cahors. Die Bischofsweihe spendete ihm der Erzbischof von Toulouse, Robert Le Gall OSB, am 4. Oktober desselben Jahres. Mitkonsekratoren waren der Bischof von Agen, Hubert Herbreteau, und der Bischof von Périgueux, Philippe Mousset.